# Беларусь (поезд)
«Белару́сь» — скорый фирменный поезд № 002Б/001Б международных линий БЧ, курсирующий по маршруту Минск — Москва — Минск.
Старейший именной и фирменный поезд Белорусской железной дороги: запущен в 1962 году, с тех пор каждую ночь покрывает 750-километровое расстояние между столицами Беларуси (БССР) и России (РСФСР). В 2012 году поезд отметил 50-летний юбилей, перевезя за полвека более 10 миллионов пассажиров.

## Историческая сводка
Московско-Брестская железная дорога была построена в 1871 году. Как и на других линиях в Российской империи, большинство поездов курсировали из конца в конец, от Москвы до Бреста, где путешествовавшие далее на запад пассажиры пересаживались на поезда Варшавско-Тереспольской (Привислинской) железной дороги. Лишь в 1915 году с приближением фронта Первой мировой войны маршруты поездов были укорочены до Минска. После советско-польской войны и последовавшего за ней Рижского мирного договора Александровская магистраль надолго оказалась разорванной, польский участок был перешит на колею 1435 мм, а сообщение с Западной Европой было организовано с пересадкой по пограничным станциям Негорелое (СССР) и Столбцы (Польша), до которых и следовали курьерские и скорые поезда от Москвы.
Один из первых скорых поездов, имевших Минск конечной станцией, упомянут в расписании 1929 года: скорый № 11/12 под паровозом серии Су курсировал четыре раза в неделю и шёл от Москвы до Минска около 14 часов. С 1930 года поезд стал ежедневным, время хода сократилось до 13,5 часов (на час медленнее курьерского № 1/2 Москва — Столбцы) и осталось таким до начала Великой Отечественной войны.
После войны железнодорожное хозяйство было разрушено, и запущенный в 1945 году поезд № 71/72 Москва — Минск был уже не скорым, а пассажирским и затрачивал на дорогу 28,5 часов. К 1949 году график был ускорен до 22,5 часов, а к концу пятидесятых поезд шёл менее 20 часов. Первый послевоенный скорый поезд Москва — Минск имел № 15/16 и шёл немногим более 16 часов — в расписании 1957 года он был ещё нерегулярным, ходил по особому назначению. В графике 1961 года поезд Москва — Минск был всего один: скорый № 9/10, который курсировал раз в два дня. В составе были мягкие, жёсткие купейные и плацкартные вагоны. Именно этому поезду в следующем году суждено было получить собственное имя.
2 апреля 1962 года скорый поезд № 10/9 «Белоруссия» отправился в первый рейс.
В 1965 году в СССР были отменены курьерские поезда, и с летнего графика «Белоруссия» получила номер 2/1 из прежнего «курьерского» диапазона.
С внедрением автоматизированной системы «Экспресс-2» всем поездам в СССР были присвоены буквенные индексы: в восьмидесятые и девяностые годы «Белоруссия» имела номер 2Ц/1Ц. С летнего графика 2000 года — 2Б/1Б.
После 1994 года поезд официально стал фирменным. С 5 апреля 2020 по 8 февраля 2021 года курсирование поезда было прекращено, до этого с 17 марта по 4 апреля он курсировал в вывозном режиме (в Москву разрешалось ехать только гражданам РФ, обратно - только гражданам Республики Беларусь).

## Подвижной состав

### Вагоны
Важнейшим отличием именного поезда был возросший комфорт. Например, в 1961 году в составе предшественника «Белоруссии», скорого поезда № 10/9, не было СВ, зато были «плацкарты», а курсировал он через день.
В составе «Белоруссии» всегда были исключительно цельнометаллические купейные и спальные вагоны. В советские времена это были вагоны производства Waggonbau Ammendorf (ГДР), Waggonbau Görlitz (ГДР) и завода им. Вильгельма Пика в Дьёре (ВНР) — жёсткие купейные, мягкие (включая вагоны габарита РИЦ для международного сообщения) и жёстко-мягкие миксты. Вагон СВ поначалу был всего один, к 1980-м годам их стало два, а к началу 2000-х поезд наполовину состоял из вагонов СВ.
К Олимпийским играм 1980 года состав поезда был практически полностью обновлён.
Ресторана в поезде не было долгие годы: обходились специализированными купе-буфетами. Лишь в служебном расписании 1997 года вагон-ресторан впервые указан в регулярной схеме состава. Сейчас это вагоны Ammendorf модели SK/ki, выпущенные в середине восьмидесятых.
В апреле-декабре 1999 года «Днепровагонремстрой» модернизировал двадцать немецких вагонов выпуска середины-конца семидесятых (13 купейных и 7 СВ), которые были включены в состав фирменной «Беларуси». В последующие годы БЧ продолжала заказывать капремонт в Днепропетровске, и некоторые обновлённые в 2000—2001 годах вагоны также попадали в состав поезда 2/1.
С 2007 года в составе появлялись новые вагоны — модели 61-4179.М (МВРЗ/ТВЗ), семейства 61-537 (МВРЗ/«Вагонмаш»), с 2009-го — удлинённые модели 61-779А (ГомВСЗ/КВСЗ). К 2010 году ядро состава целиком было сформировано из новых вагонов гомельской сборки.

#### Схема состава
| Порядковый № вагона | Тип вагона | Модель вагона      | Пункты обращения вагона | Число мест | Количество составов в обороте, владелец и приписка вагона  |
| --- | ---------- | ------------------ | ----------------------- | ---------- | ---------------------------------------------------------- |
| 1 | К          | 61-779А, исп. 2    | Минск — Москва          | 40         | Два состава ЛВЧ-1 Минск (станция Богатырёво) на ЭПТ с ЭЧТК |
| 2ф | К          | 61-779А, исп. 2    | — " —                   | 40         | Два состава ЛВЧ-1 Минск (станция Богатырёво) на ЭПТ с ЭЧТК |
| 3 | СВ         | 61-779А, исп. 2    | — " —                   | 20         | Два состава ЛВЧ-1 Минск (станция Богатырёво) на ЭПТ с ЭЧТК |
| 4ф | СВ         | 61-779А, исп. 2    | — " —                   | 20         | Два состава ЛВЧ-1 Минск (станция Богатырёво) на ЭПТ с ЭЧТК |
| 5 | СВ         | 61-779А, исп. 2    | — " —                   | 18/2       | Два состава ЛВЧ-1 Минск (станция Богатырёво) на ЭПТ с ЭЧТК |
| 6 | К          | 61-779А, исп. 2    | — " —                   | 36/4       | Два состава ЛВЧ-1 Минск (станция Богатырёво) на ЭПТ с ЭЧТК |
| 41 | ВР         | Ammendorf SK/ki    | — " —                   | —          | Два состава ЛВЧ-1 Минск (станция Богатырёво) на ЭПТ с ЭЧТК |
| 7 | КР         | 61-779А, исп. 2    | — " —                   | 30/10      | Два состава ЛВЧ-1 Минск (станция Богатырёво) на ЭПТ с ЭЧТК |
| 8ф | К          | 61-4179.М или иной | — " —                   | 36         | Два состава ЛВЧ-1 Минск (станция Богатырёво) на ЭПТ с ЭЧТК |
| 9ф | К          | 61-4179.М или иной | — " —                   | 36         | Два состава ЛВЧ-1 Минск (станция Богатырёво) на ЭПТ с ЭЧТК |
| 10ф | К          | 61-4179.М или иной | — " —                   | 36         | Два состава ЛВЧ-1 Минск (станция Богатырёво) на ЭПТ с ЭЧТК |
| 11ф | К          | 61-4179.М или иной | — " —                   | 36         | Два состава ЛВЧ-1 Минск (станция Богатырёво) на ЭПТ с ЭЧТК |
| 12ф | К          | 61-4179.М или иной | — " —                   | 36         | Два состава ЛВЧ-1 Минск (станция Богатырёво) на ЭПТ с ЭЧТК |
| 13ф | К          | 61-4179.М или иной | — " —                   | 36         | Два состава ЛВЧ-1 Минск (станция Богатырёво) на ЭПТ с ЭЧТК |
| 14ф | К          | 61-4179.М или иной | — " —                   | 36         | Два состава ЛВЧ-1 Минск (станция Богатырёво) на ЭПТ с ЭЧТК |
| Примечания: ф — факультативный вагон, включается указанием начальника пассажирской службы (Л). К — купейный вагон. КР — штабной вагон с радиокупе. ВР — вагон-ресторан. Выделяются места: В вагоне № 6 (К) места с 1 по 4 — для проводников и ПЭМ, с 5 по 40 — в продажу. В вагоне № 7 (КР) места с 1 по 4 — для проводников и ЛНП, с 5 по 8 — для ВР, места 9,10 и в вагоне № 5 места 7,8 — резерв ЛНП. Вагоны № 3 (СВ) и № 6 (К) — с признаком мужское и женское купе. |            |                    |                         |            |                                                            |

### Фирменный стиль
Вагоны поезда изначально были окрашены в тёмно-синий цвет. В Западной Европе и Российской империи тёмно-синий цвет был стандартным для вагонов I класса, и он же стал традиционным для ранних именных поездов Советских железных дорог. Синими были экспрессы Ленинград — Москва «Красная стрела», Киев — Москва «Украина», скорый Ленинград — Рига «Балтика», скорый Москва — Мурманск «Арктика».
Продольные молдинги окрашивались белым, а вывески «Минск — Москва» (над окнами) и «Белоруссия» (под окнами) были выполнены накладными буквами, которые уже в 1980-е уступили место рисованным трафаретным надписям.
В 1990-х на вагонах вместо названия «Белоруссия» начали писать «Беларусь», а основной синий цвет вагонов посветлел, стал ближе к голубому. С 1998 года в эту ливрею начали окрашивать абсолютно все пассажирские вагоны БЧ.
В служебном расписании Белорусской железной дороги название «Беларусь» появилось только в 2006 году.

### Локомотивы
В начале тысяча девятьсот шестидесятых «Белоруссию» водили электровозы ВЛ23 или ВЛ8 (от Москвы до Можайска) и тепловозы ТЭ7 (от Можайска до Минска). В 1973 году электрификация постоянным током протянулась от Москвы до Вязьмы — к тому времени поезд ходил под электровозами ЧС2 и тепловозами 2ТЭП60. В декабре 1979 года участок Вязьма — Смоленск — Орша был электрифицирован переменным током, и в 1980—1982 годах локомотивы менялись уже дважды: в Вязьме (электровоз постоянного тока на электровоз переменного тока ЧС4Т) и в Орше (электровоз на тепловоз). В конце декабря 1981 года сплошная электрификация магистрали была завершена, и вскоре поезд пошёл под электровозами до Минска.
С конца 1980-х годов плечо Москвы до Вязьмы взяли электровозы ЧС7.
С 2014 года на участке Вязьма — Минск наряду с ЧС4Т используются также электровозы ЧС8 и ЭП20.

## Обслуживание пассажиров
Во времена СССР в понятие «фирменный поезд» не было вполне официальным. «Белоруссия» классифицировалась как скорый поезд. Наличие собственного имени никак не отражалось на цене билета: тариф зависел только от класса вагона и категории поезда (скорый, пассажирский). Однако именной поезд был визитной карточкой железной дороги, города и союзной республики, чьё имя он носил, поэтому в состав включали наилучшие вагоны, в штате работали самые опытные проводники, а расписание настраивалось для максимального удобства ночного путешествия по полному маршруту. «Белоруссия» была самым комфортабельным, чистым и престижным поездом в направлении Минск — Москва. Пассажирами поезда бывали высшие руководители БССР, включая Кирилла Мазурова и Петра Машерова. Отдельные места (особенно в вагонах СВ) в открытую продажу не поступали вовсе и распространялись по ведомственным каналам.
Понятие фирменности для межгосударственных поездов, к которым относится и «Беларусь», официально установлено с 1 января 1994 года. С учётом последующих изменений стандарт предполагает вагоны не старше 25 лет (15 после постройки и 10 после модернизации или капитально-восстановительного ремонта) и гарантированный набор бесплатных услуг: проводник застилает и убирает постельное бельё, выдаёт щётки для обуви и одежды, приносит заказанную продукцию из вагона-ресторана, предоставляет доступ к электрическим розеткам.
После введения категории фирменности билеты на «Беларусь» стали дороже, чем на другие поезда маршрута Минск — Москва. Коэффициент фирменности устанавливается постоянно действующей комиссией по тарифным вопросам Белорусской железной дороги и обнародуется редко. В апреле 2008 года коэффициент был снижен с 1,5 до 1,3. По данным сервиса продажи билетов poezd.rw.by осенью 2016 года коэффициент составлял около 1,12.
18 декабря 2003 года услуги пассажирам были сертифицированы по стандарту СТБ ИСО 9001-2001.
В 2010—2012 годах поезд включал группу нефирменных вагонов (без услуг для пассажиров). С 2013 года все вагоны «Беларуси» снова стали фирменными.
Основные характеристики поезда по состоянию на осень 2016 года:
- В каждом вагоне — кондиционер и экологически чистые туалеты, работающие во время стоянок поезда.
- В вагонах СВ установлены телевизоры, подключённые к трёхпрограммной видеосистеме.
- В каждом купе есть розетка 220 В и кнопка вызова проводника.
- При проезде в межгосударственном сообщении в цену билета включён набор питания для горячего ужина или завтрака (выбор из трёх блюд) и комплект постельных принадлежностей.
- В вагоне-ресторане готовят фирменные блюда. По просьбе пассажира официант доставляет их в купе.
- Для обслуживания фирменного поезда сформированы бригады проводников, прошедшие аттестацию на право его обслуживания.
- В вагонах № 3 (СВ) и № 6 (купейный) выделяются мужские и женские места.

## Расписание
Расписание поезда консервативно и меняется редко. «Беларусь» — традиционный спальный экспресс и никогда не был ни самым быстрым, ни самым медленным поездом на направлении Минск — Москва. Среднее время в пути всегда составляло около десяти часов. Тем, не менее, в истории поезда были периоды явного ускорения (вторая половина 1980-х) и замедления. Особенно примечательным был период 1992—1996 годов, когда в Смоленске и Орше пассажиры проходили пограничный контроль. В 1996—1998 годах, после ликвидации контроля, поезд постепенно ускорялся до традиционных десяти часов, приближаясь к тому графику, который есть и поныне. Последние существенные изменения в графике были связаны с отменой сезонного перевода часов в Белоруссии и России в 2011 и 2014 годах.

### Станции на маршруте
- Минск-Пассажирский — начальный пункт маршрута и станция снабжения поезда водой (фактически составы формируются, экипируются и обслуживаются на технической станции Богатырёво). Нумерация вагонов при отправлении из Минска всегда начинается с головы состава. Поезд всегда подаётся к высокой первой платформе (путь № 1).
- Орша-Центральная — станция смены локомотивных бригад, снабжения поезда водой и сбора бытовых отходов. Обычно «Беларусь» подают к первой платформе северной стороны вокзала (при следовании в оба направления). В 1980—1982 годах в Орше менялся локомотив, а в 1992—1996 годах поезд проверяли пограничники.
- Осиновка — приграничная станция БЧ, техническая остановка (время прибытия, отправления и стоянки не публикуется), купить билет до этой станции невозможно.
- Смоленск-Центральный — самая коротая стоянка. Поскольку поезд проходит Смоленск глубокой ночью, то остановку дважды отменяли: в 1986—1991 и 2005—2006 годах.
- Вязьма — станция стыкования. Длительная стоянка здесь нужна для смены локомотива. Во времена СССР на это требовалось 10—15 минут. Современный норматив — 23 минуты. Иногда стоянку используют для пропуска более быстрых попутных поездов.
- Москва-Смоленская — станция оборота состава, снабжения водой и сбора бытового мусора. Поезд обычно принимают к первой высокой или второй полувысокой платформе. Номера вагонов при отправлении из Москвы начинаются с хвоста поезда.

Изначально поезд останавливался в Борисове. В тысяча девятьсот семидесятых годах «Белоруссия» проезжала станцию ходом в чётном направлении (при следовании из Минска в Москву). С 1986 по 1991 год, когда график движения был особенно жёстким, стоянку в Борисове отменяли вовсе, но затем вернули в нечётном направлении (Москва — Минск). С лета 2002 года «Беларусь» в Борисове снова не останавливается.
Десятиминутная остановка в Можайске до 1979 года была нужна для смены локомотива, затем, когда электровозы пошли до Вязьмы, стоянку в Можайске сократили до минуты в отдельных направлениях, а после 1987 года «Белоруссия» в Можайске не останавливалась.

### Действующее расписание
Нынешний график 2021/2022 года вводится в действие с 12 декабря 2021 года
| 002Б Минск — Москва                         | 002Б Минск — Москва | 002Б Минск — Москва | График 2022 года   | График 2022 года   | График 2022 года   | График 2022 года   | 001Б Москва — Минск | 001Б Москва — Минск | 001Б Москва — Минск |
| 10 часов 05 минут                           | 10 часов 05 минут   | 10 часов 05 минут   | Общее время в пути | Общее время в пути | Общее время в пути | Общее время в пути | 9 часов 15 минут    | 9 часов 15 минут    | 9 часов 15 минут    |
| Прибытие                                    | Стоянка             | Отправление         | км                 | Раздельные пункты  | км                 | Код «Экспресс-3»   | Прибытие            | Стоянка             | Отправление         |
| Белорусская железная дорога (время местное) |                     |                     |                    |                    |                    |                    |                     |                     |                     |
|                                             |                     | 22:10               | 0                  | Минск              | 750                | 2100001            | 07:25               |                     |                     |
| 00:24                                       | 24                  | 00:48               | 212                | Орша               | 538                | 2100170            | 04:46               | 17                  | 05:03               |
| Московская железная дорога (время местное)  |                     |                     |                    |                    |                    |                    |                     |                     |                     |
| 02:04                                       | 10                  | 02:14               | 331                | Смоленск           | 419                | 2000170            | 03:21               | 10                  | 03:31               |
| 04:08                                       | 26                  | 04:34               | 507                | Вязьма             | 243                | 2000830            | 00:59               | 26                  | 01:25               |
| 08:15                                       |                     |                     | 750                | Москва             | 0                  | 2000006            |                     |                     | 22:10               |

## Интересные факты
- Самая быстрая «Белоруссия» ходила в 1987—1989 годах: в нечётном направлении из Москвы в Минск поезд шёл 9 часов 6 минут.
- Самый медленный график — чётный в 1994—1995 годах: из Минска в Москву поезд шёл 12 часов 46 минут, теряя по полчаса на двух пограничных контролях.
- С лета 1980 по лето 1982 года график поезда не менялся ни на минуту.
- В советское время билеты в вагон СВ можно было купить лишь через спецкассы гостиницы «Октябрьская» по броне Минского городского комитета КПБ.[10]
- В 1989 году билет в купе скорого поезда стоил 14 рублей, в СВ — 28[9]. С 1964 года купейный билет подорожал менее чем на рубль.
- Ранее во время отправления и прибытия поезда на минском вокзале звучал марш «Прощание славянки», теперь — песня ВИА «Песняры» «Белоруссия». В советское время по прибытии в Москву звучал гимн СССР.
- В 2005 году в вагоне № 8 был установлен сотовый таксофон, для пользования которым нужно было купить карточку у начальника поезда.

## Поезд «Беларусь» в культуре и искусстве
- Прибывающий в Минск поезд можно увидеть на пятой минуте художественного фильма «Счастливый человек» («Беларусьфильм», 1970).[18]